# ماریا ایساسی
ماریا کارلوتا ایساسی-ایساسمندی پاردس (زاده ۲۹ سپتامبر ۱۹۷۵) یک هنرپیشه اسپانیایی است. ایساسی دختر والدین اسپانیایی، کارگردان فیلم آنتونیو ایساسی-ایساسمندی و بازیگر زن ماریسا پاردس است. او در رشته هنرهای زیبا فارغ‌التحصیل شد و در آکادمی خوان کارلوس کوراتزا بازیگری خواند.

## فیلم‌شناسی
| سال       | سری                   | شخصیت                   | کانال    | مدت زمان |
| --------- | --------------------- | ----------------------- | -------- | -------- |
| ۲۰۰۰      | پلیس‌ها، در قلب خیابان | ویکتیما                 | آنتینا ۳ | ۱ قسمت   |
| ۲۰۰۲      | چطور گذشت             | آدیلا                   | ۱        | دو قسمت  |
| ۲۰۰۵      | کارتس کن لا           | مامان                   | آنتینا ۳ | ۱ قسمت   |
| ۲۰۰۵–۲۰۰۶ | اینجا هیچ‌کس زنده نیست | الینا                   | آنتینا ۳ | دو قسمت  |
| ۲۰۰۷      | گناه من به خواب       |                         | لا سکستا | دو قسمت  |
| ۲۰۰۹–۲۰۱۰ | امر در زمان انقلاب    | فرناندا "دیاناً کولورادو | ۱        | ۲۵۶ قسمت |
| ۲۰۱۰      | استودیو ۱             | سیلیا                   | ۱        | ۱ قسمت   |
| ۲۰۱۱      | مرگ صحنه              | فرناندا "دیاناً کولورادو | ۱        | دو قسمت  |
| ۲۰۱۱      | بوئناژنته             | چارو                    | لا سکستا | ۱۳ قسمت  |
| ۲۰۱۲      | کارتا ایوا            | زندانی کارگری           | ۱        | دو قسمت  |
| ۲۰۱۶–۲۰۱۷ | شش برادر              | الپیدیا                 | ۱        | ۳۱ قسمت  |
| ۲۰۱۸–۲۰۱۹ | مرکز پزشکی            | دکتر آنگلا وگا          | ۱        | ۱۵۷ قسمت |
| ۲۰۲۰      | لاس چیکاس دیل         | دولورز                  | نتفلیکس  | ۵ قسمت   |
| ۲۰۲۰      | تاریخچه‌های آلکافران   | مارینا                  | ۱        | ۵ قسمت   |

## جوایز
| سال  | جایزه                                              | دسته‌بندی                             | کار                       | نتیجه    | منابع         |
| ---- | -------------------------------------------------- | ------------------------------------ | ------------------------- | -------- | ------------- |
| 2002 | شانزدهمین دوره جوایز گویا                          | بهترین بازیگر زن جدید                | وحشی‌ها                    | نامزدشده | [ ۵ ]         |
| 2008 | هفدهمین جوایز اتحادیه بازیگران و بازیگران زن       | بهترین بازیگر زن فیلم در نقش کوچک    | ۱۳ گل رز                  | نامزدشده | [ ۶ ] [ ۷ ]   |
| 2010 | جایزه چشم منتقد                                    | تئاتر                                | N/A                       | برنده    | [ ۸ ]         |
| 2010 | نوزدهمین جوایز اتحادیه بازیگران و بازیگران زن      | بهترین بازیگر زن تلویزیون در نقش اول | دیاس سین لوز              | نامزدشده | [ ۹ ] [ ۱۰ ]  |
| 2011 | بیستمین جوایز اتحادیه بازیگران و بازیگران زن       | بهترین بازیگر زن صحنه در نقش فرعی    | همه آنها فرزندان من بودند | نامزدشده | [ ۱۱ ] [ ۱۲ ] |
| 2012 | بیست و یکمین جوایز اتحادیه بازیگران و بازیگران زن  | بهترین بازیگر زن صحنه در نقش فرعی    | افزایشی                   | برنده    | [ ۱۳ ]        |
| 2018 | بیست و هفتمین جوایز اتحادیه بازیگران و بازیگران زن | بهترین بازیگر زن صحنه در نقش دوم     | اورستیا                   | برنده    | [ ۱۴ ]        |